# Begonia xanthina
Begonia xanthina là một loài thực vật có hoa trong họ Thu hải đường. Loài này được Hook. mô tả khoa học đầu tiên năm 1852.

## Hình ảnh

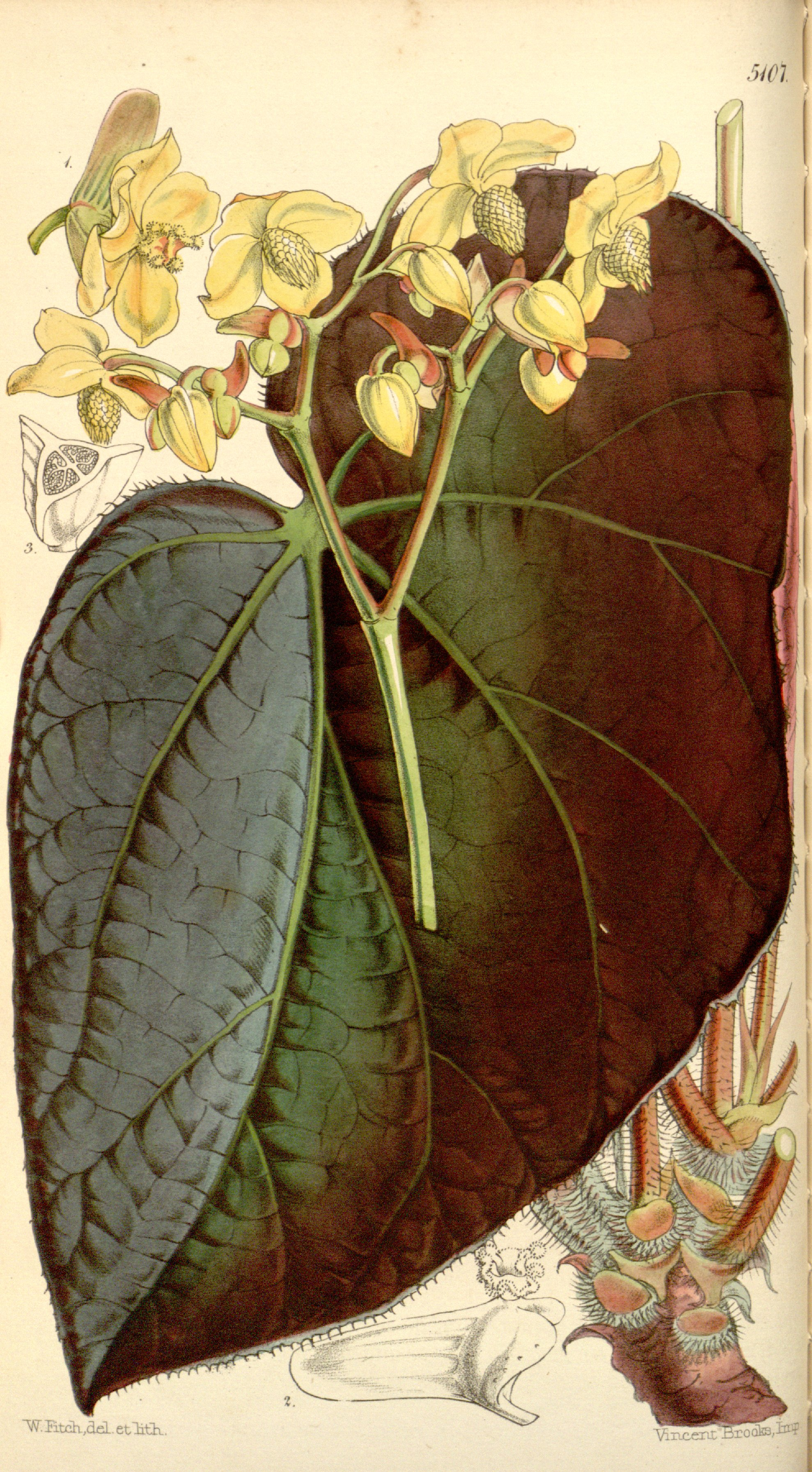
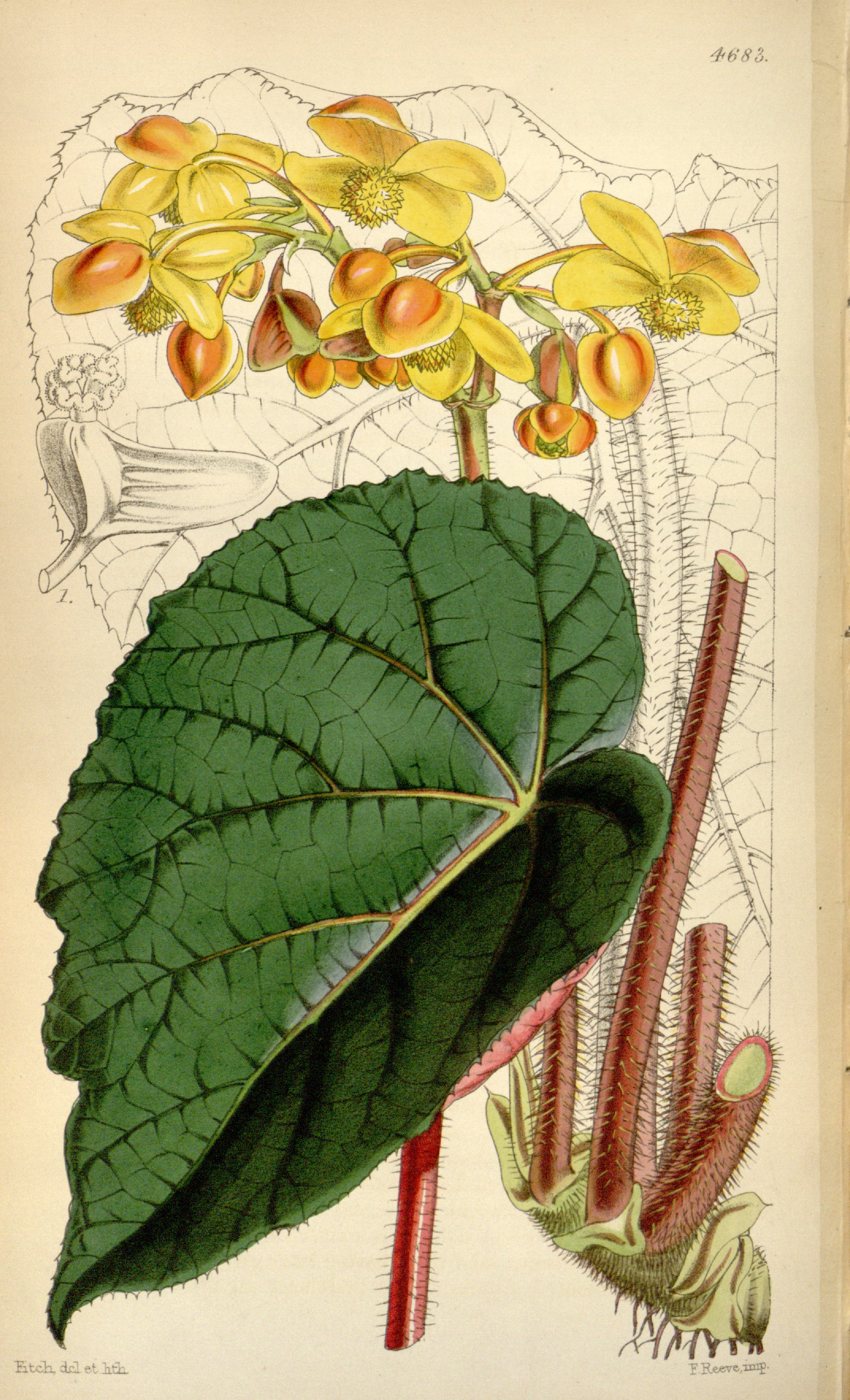